# Dekanat Pcim
Dekanat Pcim – jeden z 45 dekanatów w rzymskokatolickiej archidiecezji krakowskiej.

## Parafie
W skład dekanatu wchodzi 9 parafii:
- parafia św. Stanisława – Krzczonów
- parafia św. Wojciecha – Krzeczów
- parafia św. Jana Chrzciciela – Lubień
- parafia św. Mikołaja – Pcim
- parafia Najświętszej Maryi Panny Królowej Polski – Stróża
- parafia MB Królowej Polski – Tenczyn
- parafia MB Śnieżnej – Tokarnia
- parafia św. Marii Magdaleny – Trzebunia
- ośrodek duszpasterski MB Ostrobramskiej – Więciórka